# The Monk and the Gun
The Monk and the Gun é um filme de drama de 2023 dirigido, escrito e co-produzido por Pawo Choyning Dorji. A obra é estrelada por Tandin Wangchuk, Deki Lhamo, Pema Zangmo Sherpa, Tandin Sonam, Harry Einhorn, Choeying Jatsho, Tandin Phubz, Yuphel Lhendup Selden e Kelsang Choejay. É uma coprodução entre Butão, França, Estados Unidos e Taiwan.
Foi selecionado como representante do Butão para o Oscar de melhor filme internacional na edição de 2024.

## Sinopse
Situado em 2006, o Reino do Butão pretende tornar-se uma democracia; portanto, na tentativa de realizar eleições, os funcionários do governo organizam uma eleição simulada como um exercício de treinamento. Na cidade de Ura, um velho lama ordena a um monge que consiga um par de armas para enfrentar a mudança iminente no reino. Enquanto isso, um colecionador americano de armas antigas desembarca no Butão em busca de um rifle valioso que cai nas mãos do monge.

## Elenco
- Harry Einhorn como Ron Colman
- Tandin Wangchuk como Tashi
- Deki Lhamo como Tshomo
- Pema Zangmo Sherpa como Tshering Yangden
- Tandin Sonam como Benji
- Choeying Jatsho como Choephel
- Tandin Phubz como Phurba
- Yuphel Lhendup Selden
- Kelsang Choejay

## Lançamento
The Monk and the Gun teve sua estreia mundial em 1º de setembro de 2023, no 50º Festival de Cinema de Telluride, depois exibido em 9 de setembro do mesmo ano na seção Central do 48º Festival Internacional de Cinema de Toronto. Também foi convidado para o 28º Festival Internacional de Cinema de Busan na seção 'A Window on Asian Cinema'. Em outubro de 2023, Roadside Attractions adquiriu os direitos de distribuição na América do Norte para o filme.

## Recepção
O filme recebeu inúmeras críticas positivas. O principal crítico de cinema do Deadline Hollywood, Pete Hammond, chamou-o de um dos melhores filmes do 50º Festival de Cinema de Telluride, escrevendo que "não houve azar do segundo ano aqui, este é ainda melhor do que o primeiro de Pawo Choyning Dorji, e isso quer dizer alguma coisa", e que o diretor "apresenta um golpe satírico gentil à democracia americana, mas mostra as dificuldades de mudar uma sociedade cuja pura e adorável inocência impede uma revolução política, mesmo que eles também estejam apenas descobrindo James Bond e Spice Girls".
The Monk and the Gun ganhou o Showcase Audience Choice Award no Festival Internacional de Cinema de Vancouver de 2023. O filme também recebeu o Prêmio Especial do Júri no Festival Internacional de Cinema de Roma de 2023.
Alex Billington, da First Showing, descreveu o filme como "um olhar filosófico fascinante sobre a vida no Butão, que foi contado com confiança e filmado de forma absolutamente perfeita", saudando-o como "um comentário satírico brilhante sobre os modos teimosos da América, em oposição aos métodos mais sensatos da sociedade do Butão baseada no budismo. Assistir The Monk and the Gun não é apenas uma experiência tão agradável e edificante, mas também é o tipo de filme que o deixará profundamente afetado pela história. Billington acrescentou ainda que o filme era "único" e que "[fornecia] uma perspectiva profundamente distinta sobre a filosofia budista e a cultura do Himalaia, com a qual muitos não estão familiarizados e não conseguem entender".
Stephen Farber, do The Hollywood Reporter, destaca positivamente o senso de humor do filme junto com sua narração animada e picante, embora surjam complicações desnecessárias no desenvolvimento da história. Ele também elogiou as atuações persuasivas de todo o elenco.